# Национални парк Лос Гласијарес
Национални парк Лос Глациарес (шп. Parque Nacional Los Glaciares) је савезно заштићено подручје у провинцији Санта Круз, Аргентина.
Парк заузима површину од 726 927 ха (7 269,27 км²), што га чини највећим националним парком у земљи. Основан је 11. маја 1937. године, у њему се налази репрезентативни узорак Магеланске субполарне шуме и биодиверзитет степе западне Патагоније у добром стању заштите. 1981. године УНЕСКО га је прогласио светском баштином.
Име парка односи се на џиновску ледену капу у Андима, највећу изван Антарктика, Гренланда и Исланда, која напаја 47 великих ледника, од којих 13 тече према Атлантском океану. У другим деловима света глечери почињу на висини од најмање 2 500 м изнад средњег нивоа мора, али због величине ледене капе ови ледници почињу на само 1 500 м, клизећи доле до 200 м. Лос Глациарес се граничи са националним парком Торес дел Пајн на југу, на чилеанској територији.

## Географија
Лос Глациарес, од кога је 30% покривено ледом, може се поделити на два дела, сваки са по једним од два издужена велика језера која делимично садржи парк. Језеро Архентино, са 1 466 км² највеће у Аргентини, налази се на југу, док се језеро Виједма, од 1 100 км², налази на северу. Оба језера напајају реку Санта Круз која се спушта до доњег дела града Пуерто Санта Круза на Атлантику. Између две половине налази се не-туристичка зона без језера звана Централна зона.
Северна половина састоји се од дела језера Виједма, глечера Виједма и неколико мањих ледника, и бројних планина веома популарних међу љубитељима пењања и трекинга, укључујући планине Фиц Рој и Церо Торе.
Јужни део има, поред низа мањих, и главне леднике који се уливају у језеро Архентино: Перито Морено, Упсала и Спегацини. Типични излетнички чамци путују између санти леда да би посетили Баију Онели и иначе неприступачне Спегацини и Упсалу. До Перито Морена је могуће доћи копном.

## Клима
Парк има хладну и влажну умерену климу. Средње температуре се крећу од 0,6 °C зими до 13,4 °C лети, мада на већим надморским висинама, средња годишња температура може бити око -3 °C. У парку годишње падне просечно 500 мм кише на западу и 900 мм на истоку, равномерно распоређених током целе године. Снежне падавине су уобичајене током хладнијих месеци.

## Екологија
Планине задржавају већину влаге из Тихог океана, пропуштајући само ледену хладноћу (годишњи просек 7,5 °C) стварајући суву Патагонске степу на аргентинској страни ланца. Ова област је станиште за нандуи, гванако, пуму, и јужноамеричку сиву лисицу, од којих је ова последња претрпела инвазију сточне индустрије и угрожена је. Иако није био угрожен, број гванакоа је драстично опао услед велике испаше стоке у већем делу Патагоније.. У околини има преко 100 врста птица (кондора, орлова и других). Између леда и Патагонске степе налази се плодно подручје Магеланских субполарних шума састављених углавном од ленга букве (Nothofagus pumilio) и гуиндова (Магеланске букве), али и ниреса (Nothofagus antarctica). Унутар ових гостољубивијих подручја такође живе јелен хуемул (Hippocamelus) и андска патка (Merganetta armata).

## Проблеми
Национални парк Лос Глациарес суочава се са многим проблемима око туризма, прекомерне испаше, шумских пожара и још много тога. Постоје подручја у парку где је прекомерна испаша велики проблем и која садрже многе инвазивне и дивље врсте попут говеда, европских зечева и одређених врста пастрмке. Шумски пожари су снажно утицали на локалитет, и деградирали су и уништили неке његове делове.

## Туризам
Лос Глациарес је главна атракција за међународне туристе. Полазна места за обилазак су село Ел Калафате на обали језера Архентино, али изван парка, где је седиште управе парка, и село Ел Чалтен у северном делу парка, у подножју Фиц Роја. Остале туристичке тачке у парку укључују језера Лаго дел Десиерто и Лаго Рока. 
- Глечер на северном краку језера Архентино
- Ледени брег плута у Аргехтинском језеру у близини глечера Упсала
- Поглед из ваздуха на Церо Торе (лево) и планину Фиц Рој
- Део 100-метарског зида глечера Спегацини пада
- Делимични сателитски поглед на парк

 Парк је коришћен као једна од локација за снимање филма "Повратак леда", друге епизоде спекулативне научне документарне серије Будућност је дивља.